# 丁瑄
丁瑄，祖籍不詳，明朝官吏。
正統年間，擔任監察御史。當初福建鄧茂七叛亂，并接連攻下二十余座縣城，都指揮範真、指揮彭璽等先後被殺，東南騷亂。正統十三年，鄧茂七圍延平，明英宗命丁瑄招討，以都督劉聚、僉都御史張楷率大軍後繼。丁瑄先令人往撫，鄧茂七拒絕投降，丁瑄於是率眾進攻。次年丁瑄再次誘鄧茂七進攻延平，并設兵分道進攻，指揮劉福斬殺鄧茂七，其餘人均招撫複業。隨後丁瑄與都指揮雍埜擊敗餘黨。之後朝廷再次派陳懋大軍清剿，丁瑄於是還朝。景泰年間，擔任廣東按察使副使，死於任上。